# Domenico Mona
Domenico Mona (1550–1602), také nazývaný Moni, Monna nebo Monio, byl malíř pozdně renesančního italského období narozený ve Ferraře.

## Životopis
Jeho životopisec Cesare Cittadella (1782) popisuje bouřlivé časné mládí Domenica, kdy se Mona, narozený v prestižní rodině, rozhodl stát se mnichem v klášteře u Certosy ve Ferraře. Ale Domenico toužil po větším zapojení do vnějšího světa, a také toužil po romantice. To byly důvody jeho odchodu z kláštera. Domenico původně uvažoval o studiu filozofie, medicíny nebo práva. Nakonec vstoupil do malířské dílny svého kmotra, malíře Giuseppe Mazzuoliho (asi 1536–1589). Tam zjistil, že malíř může zobrazit pravdu bez podvodu. Jeho práce v Ferraře byla plodná. Maloval tři velké oltáře pro kostel San Francesco ve Ferraře. Mnoho jeho prací se nachází v kostele Santa Maria in Vado. Tvořil i pro mnoho dalších kostelů ve Ferraře. Nicméně, jeho povaha způsobila, že napadl hostujícího papežského legáta a kvůli svému bezpečí musel utéct do Bologne, potom Modeny a Parmy.
Mezi jeho žáky byli Giacomo Bambini a Giulio Cromer.